# Lockdown 2013
Lockdown 2013 è stata la nona edizione del pay-per-view prodotto dalla Total Nonstop Action Wrestling. L'evento ha avuto luogo il 10 marzo 2013 presso l'Alamodome di San Antonio, Texas.

## Risultati
| # | Match | Stipulazioni                                                              | Durata |
| - | --- | ------------------------------------------------------------------------- | ------ |
| 1 | Kenny King (c) ha sconfitto Christian York e Zema Ion                                                                                          | Three-Way match per il titolo TNA X Division Championship                 | 11:07  |
| 2 | Joseph Park ha sconfitto Joey Ryan | Singles match                                                             | 05:42  |
| 3 | Velvet Sky (c) ha sconfitto Gail Kim | Singles match per il titolo TNA Knockouts Championship                    | 07:31  |
| 4 | Robbie T ha sconfitto Robbie E | Singles match                                                             | 05:41  |
| 5 | Bobby Roode e Austin Aries (c) hanno sconfitto Bad Influence (Christopher Daniels e Kazarian) e Chavo Guerrero e Hernandez                     | Triple Threat Tag Team match per i titoli TNA World Tag Team Championship | 17:09  |
| 6 | Wesley Brisco ha sconfitto Kurt Angle | Steel Cage match                                                          | 11:43  |
| 7 | Team TNA (Sting, Magnus, Samoa Joe, James Storm e Eric Young) ha sconfitto Aces & Eights (Devon, Mr. Anderson, Knux, D.O.C. e Garett Bischoff) | Lethal Lockdown match                                                     | 25:02  |
| 8 | Bully Ray ha sconfitto Jeff Hardy (c) | Steel Cage match per il titolo TNA World Heavyweight Championship         | 16:55  |
|   | (c) è riferito al campione in carica al momento dell'inizio del match.                                                                         |                                                                           |        |